# 卡爾·阿爾布雷希特三世
卡爾·阿爾布雷希特三世（德語：Karl Albrecht III.，1776年2月28日—1843年6月15日），霍恩洛厄-瓦爾登堡-希靈斯菲斯特親王，1796年至1843年在位。

## 家庭
1813年，卡爾·阿爾布雷希特與奧地利陸軍元帥卡爾·阿洛伊斯·祖·菲斯滕貝格的女兒利奧波汀結婚，兩人共有3子1女：
1. 腓特烈·卡爾（1814年—1884年）
2. 卡塔里娜（英语：Princess Katharina of Hohenlohe-Waldenburg-Schillingsfürst）（1817年—1893年），與霍亨索倫-錫格馬林根的卡爾結婚
3. 卡爾（1818年—1875年）
4. 埃貢（1819年—1865年）